# Jeong Kim
Jeong Kim (né en 1961 à Séoul) est un ingénieur américano-coréen spécialisé en génie électrique, qui a été président des Laboratoires Bell, le centre de recherche et développement au sein du groupe équipementier de télécommunication Alcatel-Lucent, depuis avril 2005 et jusqu'en 2013. Il était également membre du comité de direction d’Alcatel-Lucent.

## Biographie
Jeong Kim est né en 1961 à Séoul en Corée du Sud.
À l'âge de 14 ans, il émigre avec sa famille aux États-Unis. Il entre à l'université Johns-Hopkins et obtient un diplôme de licence en génie électrique et en science informatique, et un diplôme de maîtrise en gestion technique. Durant ses études à l'université, il travaille également pour une entreprise start-up en informatique Digitus, et dans laquelle il devient un associé. Après avoir servi dans l'armée comme officier naval pendant six ans, il complète ses études à l'université du Maryland en obtenant un diplôme de doctorat en ingénierie de fiabilité.
En 1992, il fonde une entreprise Yurie Systems Inc., spécialisé dans les équipements de réseaux de télécommunications fonctionnant suivant le protocole de mode de transfert asynchrone (en anglais : Asynchronous Transfer Mode). Sa société rencontre un vif succès, et est rachetée en 1998 par la société américaine Lucent Technologies. À cette occasion, Jeong Kim devient président de la branche des réseaux à large bande (en anglais : Broadband Carrier Networks). En 1999, il est nommé directeur opérationnel puis président du Groupe Réseaux Optiques de Lucent.
En 2001, il quitte Lucent pour rejoindre l’université du Maryland, où il travaille simultanément pour le département d’ingénierie électrique et informatique et pour le département d’ingénierie mécanique. 
En avril 2005, il revient chez Lucent en tant que président des Laboratoires Bell. En 2011, il ajoute à son périmètre la direction de la stratégie du groupe Alcatel-Lucent.
En février 2013, Jeong Kim a été nommé ministre de l’Innovation d’avenir et des Sciences de Corée du Sud. 